# Snejnaia koroleva
Snejnaia koroleva (rus: Снежная королева "La reina de les neus") és una pel·lícula d'animació musical i fantàstica soviètica del 1957 dirigida per Lev Atamànov. Fou produïda per Soiuzmultfilm i es basa en la història homònima de 1844 de Hans Christian Andersen. La pel·lícula és una de les primeres adaptacions cinematogràfiques de la faula danesa escandinava des que la història va ser escrita per Andersen a Nous Contes de Fades. Primer volum. Segona col·lecció (1844). La pel·lícula va ser la novena pel·lícula d'animació de llarga durada de l'estudi Soiuzmultfilm.
La pel·lícula es va estrenar a Rússia l'1 de novembre de 1957. La pel·lícula es va tornar a estrenar amb bandes sonores angleses els anys 1959, 1993 i 1995. La pel·lícula va ser traduïda a tots els idiomes principals: anglès, alemany, francès, italià, castellà i fins i tot suec. El 1959, en plena Guerra Freda, Universal Pictures va adquirir la pel·lícula per als EUA. distribució teatral. Als Estats Units, als anys 60 i 70, es va convertir en una bona tradició mostrar La reina de les neus durant les vacances d'any nou.
A tots els països on s'ha projectat La reina de las neus, els actors més populars del país van participar en la veu dels personatges. La reina de les neus va ser interpretada per l'actriu russa Maria Babanova. Vladimir Gribkov, Ianina Jekhmo, Serguei Martinson i Anna Komolova també formaven part del repartiment de veu.
El guió és de Nikolai Erdman, Georgy Grebneri i l'animació d'Aleksandr Vinokurov i, Leonid Xvartsman, Elizabeth Komova, Vladimir Krumin i Fíodor Khitruk. Després d'un llançament de la Biblioteca del Museu Ghibli el 2007 al Japó, una entrevista va revelar que els diàlegs, les composicions, l'animació i els temes de la pel·lícula van influir en l'animador japonès Hayao Miyazaki. Una reestrena amb restauració de pel·lícules en HD de La reina de les neus es va distribuir a Rússia el 19 de desembre de 2020 per Soiuzmultfilm.

## Argument
Dos nens petits, Kay i Gerda, escolten a l'àvia de la Gerda mentre els explica la llegenda de la Reina de les Neus. Kay fa broma que si coneixia la reina, la posaria en una estufa calenta i la fondria. La Reina de les Neus, que mira els nens al seu mirall màgic, s'enfada i trenca el mirall amb el seu ceptre. Encisa les estelles de gel i envia una gran tempesta de neu sobre la ciutat. Una ràfega de vent canvia el cor de Kay fent-lo cruel cap a la Gerda.
L'endemà, Kay lliga el seu trineu al trineu de la Reina de les Neus, que el porta als seus braços com el seu captiu voluntari. La Gerda marxa cap al palau de la Reina de les Neus, decidida a no rendir-se fins que no torni a portar al seu amic. Al llarg del camí, coneix un corb, "Mr. Corax" (grec antic per "corb"). La Gerda li diu que busca un "noi bo, amable, valent". El Sr. Corax li diu que aquest nen viu ara al palau d'una princesa. El Sr. Corax porta la Gerda al palau per trobar la seva promesa Henrietta, que coneix el palau i pot guiar a la Gerda a través d'ell. El príncep resulta que no és Kay, però ell i la princesa decideixen ajudar la Gerda. Envien la Gerda de camí amb un trineu d'or i assistents.
Mentre l'autocar viatja per un bosc fosc, una banda de lladres agafa la Gerda i despulla el trineu de la seva placa d'or. La filla del cap de lladres ensenya a la Gerda el seu zoo, que conté un ren de Lapònia. La petita lladre, tocat per la bondat de la Gerda, allibera la noia juntament amb el ren per buscar en Kai, i després allibera tots els seus animals captius.
La Gerda i el ren arriben a Lapònia, on una dona lapona els diu que la Reina de les Neus s'havia aturat allà amb Kay, però que va anar més al nord fins a Finlàndia. Els dirigeix al seu cosí a Finlàndia que els pot dirigir més i li escriu una carta sobre un peix que ella envia amb la Gerda i el ren.
El ren no pot portar la Gerda fins al palau de gel, així que la Gerda continua sola. Quan finalment la Gerda arriba al palau a través del vent fort i la neu, es troba amb Kai. Kai li demana de manera grollera a la Gerda que se'n vagi, la qual cosa la fa plorar. Ella l'abraça, i les seves llàgrimes fonen el fragment de mirall al seu cor. En Kai plora, la qual cosa fa que li caigui un segon fragment de l'ull, trencant l'encanteri. Quan la Reina de les Neus torna al palau, la Gerda la rebutja i la Reina simplement desapareix, juntament amb el seu Palau. Els nens tornen feliços a casa i es troben amb tots aquells que els van ajudar a retrobar-se pel camí.

## Estrena
La reina de les neus es va estrenar a Rússia l'1 de novembre de 1957. La pel·lícula és una de les primeres adaptacions del conte de fades danès als mitjans cinematogràfics des que Andersen va escriure la història a Nous Contes de Fades. Primer volum. Segona col·lecció (1844). L'anterior dramaturg Evgeni Schwartz, inspirat en l'escriptura d'Andersen, va escriure una aclamada obra infantil La reina de les neus que es va posar en escena el 1938. L'època d'aquella època es coneixia com el Desglaç de Khrusxov, quan el poble rus donava la benvinguda a una nova reconstrucció posterior a la guerra mundial que abastava totes les fases de la vida, inclòs el cinema. La pel·lícula es va estrenar pocs dies després que la Unió Soviètica fos testimoni del primer satèl·lit artificial del món Sputnik 1 que es va llançar l'octubre de 1957.

## Animació

### Desenvolupament
Artistes soviètics destacats van participar en la creació de la pel·lícula La reina de les neus que utilitzava l'animació tradicional dibuixada a mà. Els creadors de Alenkii tsvetotxek, Zolotaja antilopa i Pios i kot es van unir per crear els diferents escenaris com la ciutat del nord d'Alemanya, el castell reial, la cova del lladre i les nevades extensions del domini de la reina en una sola pel·lícula de contes de fades. El poeta i escriptor infantil rus Nikolai Zabolotski va escriure els poemes per a la banda sonora. El dramaturg Nikolai Erdman va ser un dels guionistes. El conte de fades es va desviar lleugerament de la història d'Andersen en editar els matisos religiosos, així com els esdeveniments basats en el temps dels personatges, com ara la vellesa de Raven i el lladre de les escombraries, Gerda i Kai es convertiren en adults. Tanmateix, el guió és similar al conte de fades d'Andersen en la utilització de la història marc. El personatge Ole Lukøje el somiador narra la història de la Gerda en un poble nòrdic sota una "dorment". El guió també narra la recerca de la Gerda per rescatar Kai en una sèrie d'escenaris o capítols exactament com el format del conte de fades.
L'animador Aleksaner Vinokurov va crear el món de La reina de les neus, Leonid Xvartsman va crear els personatges, mentre que Fiódor Khitruk va donar vida dos personatges: Ole Lukøje i la reina de les neus. L'equip es va mantenir al seu lloc per la direcció de Lev Atamànov. Fiodor Khitruk va recordar més tard haver donat vida al personatge Ole Lukoye, com un dels personatges més significatius dels dos-cents personatges que va animar durant els seus molts anys de pràctica.
Segons les memòries de Leonid Xvartsman, els animadors van trobar noves esperances per a la indústria de l'animació després que comencés l'era del desglaç de Khrusxov. Inicialment, van pensar a inspirar-se anant a Copenhague, Dinamarca, la terra on Andersen va escriure Nous contes de fades. Primer volum (1844). No obstant això, la ruta cap a Europa occidental i les terres daneses es va tancar a mitjans de la dècada de 1950 a causa del teló d'acer. Com a alternativa, van anar a Riga, Tallinn i Tartu als estats bàltics. Una estada de dues setmanes dibuixant els carrers i racons de les poblacions va servir de base per a la producció de la pel·lícula. La plaça de la ciutat de la pel·lícula està inspirada en la ciutat de Tallinn. Des de la tardor de 1955 fins a principis de l'estiu de 1956 es van preparar storyboards. Va trigar un any i mig a completar la pel·lícula. L'any 1956, abans de l'estrena de La reina de les neus, els artistes van publicar una sèrie de postals dels dibuixos relacionats amb aquest esdeveniment.

### Disseny de personatges
Els animadors van adoptar un nou enfocament per dibuixar la reina de les neus. Van emfatitzar la presència espectral de la reina de les neus utilitzant la tècnica d'animació coneguda com rotoscòpia, que porta el nom de l'empresa fabricant de taules del mateix nom. Éclair va utilitzar un epidiascopi que es fixaria en un costat d'un equip de mobles subministrat per l'empresa de mobles Éclair i el projector de pantalla es va fixar a l'altre costat. Com a una de les aclamades actrius de la Unió Soviètica, Maria Babanova i alguns altres membres del repartiment van ser filmades cinematogràficament com si els actors estiguessin en directe amb maquillatge i vestuari. A continuació, el metratge de la pel·lícula es transfereix al cel·luloide amb algunes correccions. El paper de la Reina de les Neus s'assemblaria als gestos i qualitats úniques de l'actriu, ja que el metratge de la pel·lícula es tradueix en dibuixos fotograma a fotograma. Ianina Jeimo, aclamada actriu del musical rus Zoluixka (1947) va aconseguir el paper de Gerda.
Segons Leonid Xvartsman, el treball per a La reina de les neus va durar dos anys. Els animadors van investigar a la Biblioteca Lenin. L'estudi s'ompliria de milers de dibuixos cada dia que s'havien de revisar i corregir. Xvartsman explica com a una de les creadores de la Reina de les Neus, se suposa que representava la bellesa freda del món del gel: "En aquest cas, no hi havia cap prototip. Vaig imaginar una bellesa freda i majestuosa". El personatge va ser modelat com esculpit per pedra. A més, la veu de Maria Babanova es va convertir en una addició adequada al personatge de la Reina de les Neus. El personatge Ole Lukøje es va basar per primera vegada en els set nans de la pel·lícula Blancaneus. No obstant això, Xvartsman més tard va dibuixar el personatge com una caricatura del director Lev Atàmanov. Segons l'animador, el concepte més emocionant sobre l'animació de personatges és com el llapis porta la mà a diferents esborranys que finalment es converteixen en un nou personatge.
Akagi Kanzaki, crític de literatura infantil del Japó, va afirmar que "les gradacions dels diferents blaus són exquisides i belles" que apareixen a l'episodi al palau de neu. També Kanzaki va assenyalar que "els moviments de la gent es calculen molt bé, sobretot perquè prové d'un país conegut pel ballet clàssic!". Els animadors van explicar el final, quan els personatges Gerda i Kai van marxar tornar a la seva terra natal en un ren i saluden tota la gent és un homenatge dels animadors al poble rus.
Takuya Mori per a Eiga Hyouron (Crítica cinematogràfica) va declarar que La reina de les neus és similar a les pel·lícules de Disney. Tanmateix, l'animació recupera nous nivells en comparació amb el precedent de Disney La Blancaneu i els set nans. Ambdues pel·lícules van emprar fons pictòrics i plans plans. Una de les maneres en què La reina de les neus de Soiuzmultfilm es diferencia de les produccions de Disney és per la seva representació de la mort o elements de sofriment. Les insercions donen a "La reina de les neus" juxtaposicions del grotesc i l'encant d'una història de contes de fades original. Les representacions no pretenen ser inquietants. Per emfatitzar la naturalesa innocent de la pel·lícula, tots els antagonistes, inclosa la Reina de les Neus, es representen com persones que mai no es tornen malèfiques.

### L'animació de Lev Atàmanov
Lev Atamànov, el director d'animació de La reinad e les neus va crear una nova forma d'animació que emfatitzava les qualitats dels contes de fades (Skazochnost') i l'art de l'animació (Uslovnost'). En lloc d'omplir completament els fotogrames amb representacions fotorealistes del món utilitzant la tècnica de rotoscòpia coneguda com éclair àmpliament utilitzada per Disney, Atamanov i els animadors soviètics van presentar el món a través de la lent de la creativitat artística i les qualitats subtils que diferencien les qualitats màgiques de animació del món real. La pel·lícula va utilitzar una rotoscòpia mínima que només s'utilitzava per la reina de les neus i alguns altres personatges. En lloc de l'estil d'animació va posar èmfasi en la creativitat. Atamanov afirma per a una pel·lícula de contes de fades com La reina de les neus, és imperatiu retenir skazochnost': "L'animació es caracteritza per una àmplia generalització, una selecció acurada i, el més important, una exageració grotesca. En això rau el seu poder, el seu realisme genuí. Pel trencament de les lleis de l'art, inevitablement caiem en una versemblança cansada, que sovint intentem passar per realisme, tot i que no té res a veure ni amb la veritat de l'art ni amb la veritat de la vida."{{Sfn|Alekseyeva-Denison|2017|p=92} }
Atamanov també té ganes de conservar uslovnost o l'art de l'animació d'un fotograma d'animació centrant-se en els aspectes del fons o dels personatges i explorant nous trets dins del marc que es desvinculen de la seva representació exacta al món. Els animadors provoquen emocions als fotogrames, com ara eliminar ombres de les cares i aportar noves dimensions als personatges, com ara els secuaces de la Reina de les Neus dibuixats com una joguina.

## Premis
La pel·lícula ha guanyat molts premis internacionals, com ara el Lleó d'Or al Festival de Cinema de Venècia i el premi d'animació al Festival de Canes.
- 1957 - 18a Mostra Internacional de Cinema de Venècia: Lleó d'Or a la categoria de pel·lícules d'animació[20][9]
- Primer Premi al Festival Internacional de Cinema Infantil i Juvenil de Venècia[21]
- 1958 - 11è Festival Internacional de Cinema de Canes: FPrimer premi en la categoria de pel·lícules d'animació[22][23]
- 1958 – Roma: Primer Premi[23]
- 1958 – Festival Internacional de Cinema de Moscou: Special prize
- 1959 - Londres (Festival de festivals): Premi a la millor pel·lícula de l'any[23]
- 2003—Festival internacional de cinema d'animació de Laputa - Tòquio, Japó: 17a millor pel·lícula d'animació de la història[24][25]
- 2006—Classificació de Komsomolskaia Pravda de les deu millors pel·lícules d’animació de Russia.[26]